# Anna Vetter
Anna Vetter (geboren im Januar 1630 in Kattenhochstatt, Fürstentum Ansbach; gestorben im Mai 1703) trat in Nürnberg als Predigerin und mystische Visionärin auf und verfasste eine autobiographische Schrift, die später von Gottfried Arnold in seiner Unparteyischen Kirchen- und Ketzer-Historie redigiert veröffentlicht wurde.

## Leben
Anna Hitsch wurde 1630 als dritte Tochter und viertes Kind des Schmieds Adam Hitsch und dessen Frau Margarete in Kattenhochstatt, einem heutigen Ortsteil von Weißenburg in Bayern im Landkreis Weißenburg-Gunzenhausen, geboren. Im folgenden Jahr marschierte Tilly im Fürstentum Ansbach ein. In den Kriegswirren des Dreißigjährigen Kriegs kam ihr Vater ums Leben; die Mutter hielt die Familie nur notdürftig über Wasser. So schilderte Vetter, dass sie die entsorgten Sterbebetten von Pesttoten in andere Städte transportiert und dort verkauft habe. Anna selbst verbrühte sich als Kind und trug Brandmale und einen verkürzten linken Arm davon.
Um 1651 heiratete die Näherin Anna den Ansbacher Maurer und späteren Schlosswächter Johann Michael Vetter (1616–1698). Zwischen 1652 und 1663 gebar sie ihm sieben Kinder, darunter die Töchter Anna Maria 1661 und Anna Barbara 1663. Vier Kinder überlebten die Jugendzeit. Ihre Eheerfahrungen schilderte Vetter drastisch: Ihr Mann sei ein gottesferner Trinker gewesen, der sie schlug und vergewaltigte; in ihrer letzten Schwangerschaft sei sie schwerkrank gewesen.
Während einer der letzten Schwangerschaften, vermutlich 1660/1661 hatte sie ihre erste göttliche Vision (in der Sprache ihrer Zeit, ein Gesicht). Nach der Geburt empfing sie den göttlichen Befehl, auf ihrer Kirchenkanzel zu predigen. Daran wurde sie durch die Obrigkeit gehindert, zu ihrer Vision befragt und im Nachgang behördlich in ihrem Haus angekettet, dies soll um 1662 geschehen sein. Von der Kette will sie sich selbst nach einem halben Jahr befreit haben und in der Folgezeit um 1663 außerhalb Ansbachs umhergezogen sein, um in Eichstätt, Ellingen und Dinkelsbühl gegen den „schwartze[n] drach des Pabstthums“ zu predigen. Nach eigener Aussage sollen ihre Visionen 1663 aufgehört haben.
Hernach fühlte sie sich weiterhin zur Verbreitung ihrer Lehren berufen. Trotz ihres Bekenntnisses, seither ein ruhiges Leben zu führen, ging sie weiterhin gegen Autoritäten an und verlangte unter anderem ihr Recht auf öffentliche Predigt. Ihre Schriften, die um 1690 entstanden sein müssten (ein Enkelkind wird erwähnt) übergab sie unter anderem dem Ansbacher Pfarrer Heuber (amtierend 1683–1695).

## Werk
Gegliedert ist die erkennbar zur Veröffentlichung bestimmte Schrift Vetters zunächst in eine Verteidigung der religiösen Rechte der Frau (wesentliche Punkte sind, dass Frauen in der Gemeinde reden und auch Lehrer und Prophetinnen sein dürften), gefolgt von Apostelbriefen an die Städte Ansbach und Nürnberg und schließend mit ihrem eigenen, selbstbewusst formuliertem lebenslauff, den sie auf begehren eigenhändig aufgeschrieben und sonst mündlich zum öfftern erzehlet. Der Lebenslauf schließt mit einer apokalyptischen Vision. Inhaltlich ist eine wiederkehrende Vision die der Geburtswehen der ganzen Stadt Nürnberg, welcher sie selbst als Hebamme beisteht und dabei Mutter und Kind vor dem Verderben rettet. Die Stadt wird sozialkritisch als Sünderin geschildert: Ammen und selbst Kinder bedienten sich ungestraft der Hexerei, Juden trieben ihr Unwesen und Adel wie Bürokratie sorgten für Schrecken und Elend. Weitere Visionen lassen sie zur Zeugin von Bibelereignissen werden, sie schaut den Teufel in verschiedenen Formen und sieht sich als Eva, Lamm Gottes und Stammmutter ihres Volkes.
Vetter schrieb – sie will das Schreiben in einer Vision erlernt haben – derb und in der Volkssprache, übernahm aber gängige Begriffe sowohl aus Bibel und Katechismus sowie aus dem Wortschatz der Mystik und des aufkeimenden Pietismus ihrer Zeit, etwa die Verzückung, die Braut Gottes oder neuer Mensch. Andere Begriffe definierte sie auf ihr Weltbild um: Während die „Gluckhenne“ und die „Brüste“ im Pietismus meist als Metapher für Gott oder die Gottesmutter Maria stehen, sah sie sich selbst in der Rolle der Seligkeitsspenderin für ihre Gemeinde. Weitere Visionsbilder und Gleichnisse übernahm sie, ebenfalls mit eigenen Interpretationen, aus der Offenbarung des Johannes und schließlich aus ihrem Alltag: Die Ansbacher fürstliche Familie steht für die Aspekte Gottes, die verdorbenen Gäste eines „Wirtshauses“ stehen für die von Gott abgefallene Christenheit.